# Glyceria notata
Glyceria notata (лепешняк відмічений) — вид рослин родини тонконогові (Poaceae), поширений у Європі, західній Північній Африці, західній і центральній Азії.

## Опис

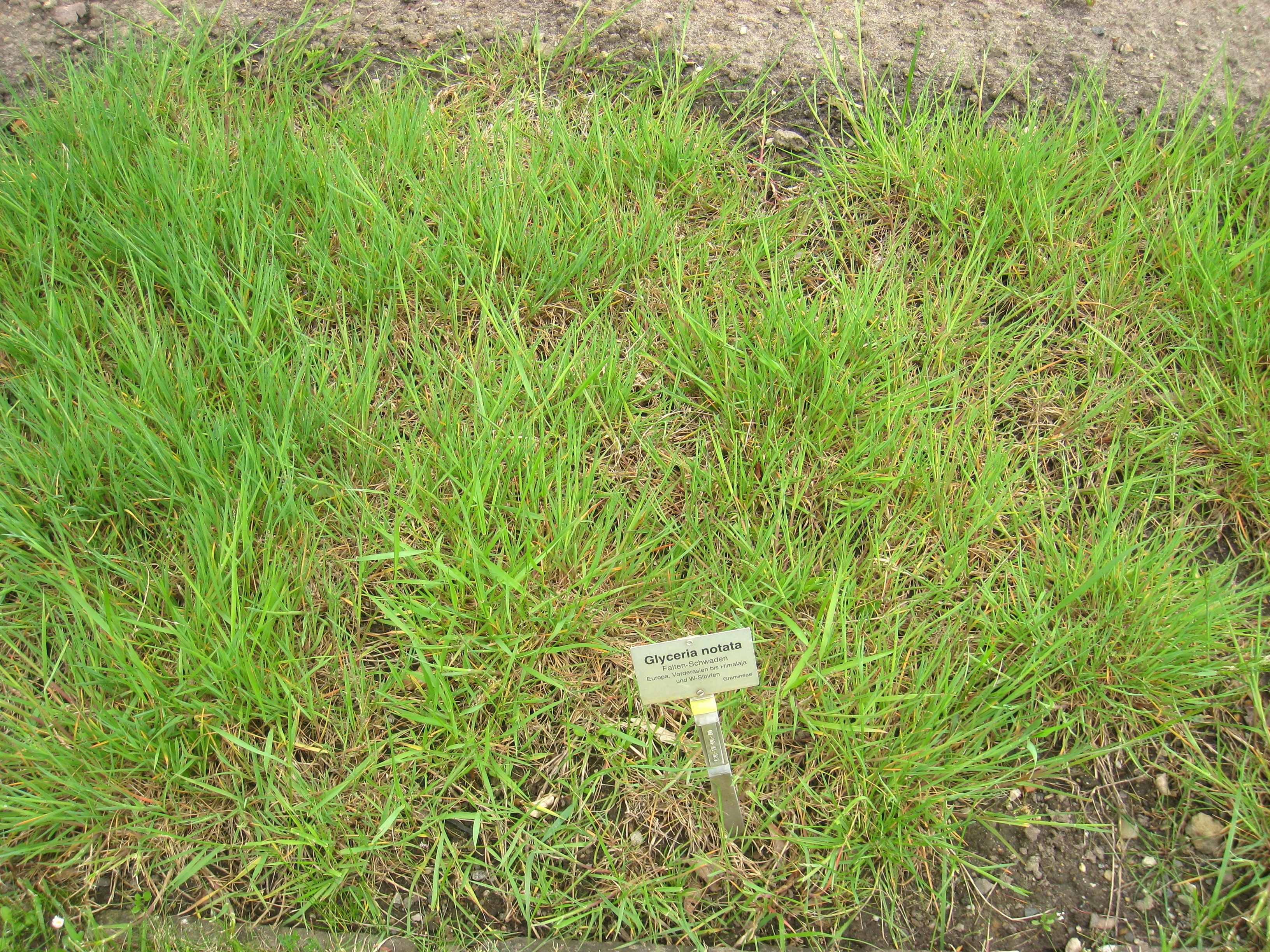

Багаторічна трав'яниста рослина. Стебла ростуть пучками або поодинокі, лежачі, довжиною 30–75(100) см; вкорінення з нижчих вузлів. Листові піхви трубчасті для більшої частини їх довжини, гладкі; оголені на поверхні. Лігула 2–8 мм завдовжки; тупа. Листові пластини зелені або сіро-зелені, плоскі або складені вздовж, 5–30 см × 3–14 мм; поверхні шорсткуваті, зверху чи з обох боків грубі; поля шорсткі; вершина гостра. Суцвіття — відкрита, ланцетна або довгаста волоть, 10–45 см завдовжки. Первинні гілки волоті розлогі, прості, 3–12 см завдовжки. Колоски висхідні, поодинокі. Квіточки сірувато-зелені або пурпурні. Пиляків 3; 1–1.5 мм завдовжки. Зернівки еліпсоїдні, 2 мм завдовжки. 2n = 40.

## Поширення
Поширений у Європі, західній Північній Африці, західній і центральній Азії; натуралізований в Австралії.
В Україні вид населяє береги водойм, болота, болотисті луки — долини крупних річок Дунаю, Дністра, П. Бугу та Дніпра — рідко.